# Энтони Джошуа — Владимир Кличко
Энтони Джошуа против Владимира Кличко — боксёрский чемпионский объединительный поединок в тяжёлом весе, на кону которого стояли титулы WBA Super, IBF, IBO. Бой состоялся 29 апреля 2017 года на стадионе «Уэмбли» в Лондоне при 90 000 зрителей. Победу в поединке одержал Энтони Джошуа техническим нокаутом в 11-м раунде. Бой был признан боем года по версии The Ring, HBO, ESPN, Sky Sports, BoxingScene, British Boxing Board of Control, Yahoo.com. Сумарная аудитория оценивается в 500 миллионов человек.

## Предыстория
В конце июня 2016 года стало известно, что Тайсон Фьюри получил травму лодыжки, и ему придётся прервать интенсивные тренировки на полтора месяца. Поэтому, сначала бой был перенесён на 29 октября 2016 года, а затем бой был повторно перенесён на неопределённый срок «по медицинским показаниям».
В октябре 2016 года британец Тайсон Фьюри завоевавший титулы чемпиона мира по версиям суперчемпиона WBA, WBO и IBO в бою с многолетним чемпионом Владимиром Кличко добровольно отказался от своих чемпионских титулов из-за невозможности их защищать по причине психологических проблем, депрессии и проблем с наркотиками. После этого Кличко окончательно отказался от идеи реванша с Фьюри и сосредоточился на проведении другого чемпионского поединка.
После победы Энтони Джошуа над Эриком Молиной в Манчестере, Владимир Кличко, наблюдавший за поединком с первого ряда, поднялся в ринг и в итоге Кличко и Джошуа сообщили, что будут драться друг с другом 29 апреля 2017 года на 80-тысячном стадионе «Уэмбли» в Лондоне.
31 января 2016 года состоялась пресс-конференция украинского тяжеловеса Владимира Кличко и Энтони Джошуа, посвящённая их бою в Лондоне.

## Перед боем
В январе 2017 года Эдди Хирн заявил, что более 80 000 билетов были проданы, тем самым был установлен новый кассовый рекорд, обогнавший бой Карл Фроч — Джордж Гроувс 2. Позже он отправил запрос на расширение мест и в итоге ещё более 5000 билетов стали доступны. Мэр Лондона Садик Хан расчистил путь для толпы в 90 000 человек, тем самым был повторён британский рекорд боя Лен Харви и Джок МакЭвой, установленый в 1939 году.
Впервые со времён боя Флойда Мейвезера с Мэнни Пакьяо, трансляцию боя в США вели сразу два ведущих телеканала — Showtime и HBO. Showtime транслировало этот бой в прямом эфире (в послеобеднюю пору в США), а HBO — в вечерний прайм-тайм, с задержкой в четыре часа. Но при этом HBO потребовало, чтобы Showtime не публиковало ни видео, ни хайлайты боя, ни его результат после окончания своей прямой трансляции вплоть до окончания трансляции боя Джошуа — Кличко на НВО. Каждый из каналов заплатил за право трансляции свыше 3-х миллионов долларов, при этом цена трансляции для Showtime была немного больше, поскольку они транслировали этот бой в прямом эфире.
Авторитетная букмекерская контора «William Hill» принимала на победу Джошуа с коэффициентом 1,40, тогда как на победу Кличко — 3,00 (чем ниже коэффициент, тем выше вероятность, что это произойдёт). У «Фаворит» разрыв между Джошуа и Кличко был немного меньше: 1,63 против 2,50.
Перед поединком Энтони Джошуа выразил уверенность в том, что ему по силам нокаутировать Владимира Кличко: «Я думаю, что нокаутирую Кличко. У меня такое чувство, будто это произойдёт неожиданно. Может, это будет какой-то контрудар, который завершит бой. Не думаю, что это произойдёт быстро, так как он очень опытный соперник и в него сложно попасть. Но я полагаю, что найду возможность, чтобы сделать это. Я наслаждаюсь теми моментами, когда начинаю доставлять оппоненту серьёзные проблемы. И меня раздражает, когда рефери вмешивается и не даёт завершить начатое, ведь это — моя работа», — цитирует Джошуа BoxingScene.
Портал «Boxing Insider» считал, что 29 апреля определится будущий король супертяжёлого дивизиона.
25 апреля 2017 года Всемирная боксёрская ассоциация (WBA) представила специальный «персонализированный» чемпионский пояс для победителя предстоящего поединка между Энтони Джошуа (18-0, 18 КО) и Владимиром Кличко (64-4, 53 КО) с выгравированным изображением обоих боксёров по сторонам от основной узнаваемой «бляхи».

## Ход главного поединка
|                  | | |
| Соперник         | Энтони Джошуа — Владимир Кличко | Энтони Джошуа — Владимир Кличко |
| Место проведения | Уэмбли, Лондон, Великобритания | Уэмбли, Лондон, Великобритания |
| Результат        | Победа Энтони Джошуа техническим нокаутом в 11-м раунде в 12-раундовом бою | Победа Энтони Джошуа техническим нокаутом в 11-м раунде в 12-раундовом бою |
| Статус           | Чемпионский бой за титул IBF в тяжёлом весе (3-я защита Джошуа); чемпионский бой за вакантный титул WBA super в тяжёлом весе; чемпионский бой за вакантный титул IBO в тяжёлом весе. | Чемпионский бой за титул IBF в тяжёлом весе (3-я защита Джошуа); чемпионский бой за вакантный титул WBA super в тяжёлом весе; чемпионский бой за вакантный титул IBO в тяжёлом весе. |
| Рефери           | Дэвид Филдс | Дэвид Филдс |
| Счёт судей       | Дон Трелла: 96-93 — Джошуа; Стив Вайсфельд: 93-95 — Кличко; Нельсон Васкес: 95-93 — Джошуа                                                                                           | Дон Трелла: 96-93 — Джошуа; Стив Вайсфельд: 93-95 — Кличко; Нельсон Васкес: 95-93 — Джошуа                                                                                           |
| Время            | 2:25 минут | 2:25 минут |
| Трансляция       | Sky Sports, Showtime, HBO, RTL Television, Матч ТВ, Интер | Sky Sports, Showtime, HBO, RTL Television, Матч ТВ, Интер |
| Промоутер        | Matchroom Sport | Matchroom Sport |
|                  | Джошуа | Кличко |
| Вес              | 113,4 кг | 109,1 кг |
| Результаты боёв  | 18 (18KO) - 0 - 0 | 64 (54KO) - 4 - 0 |
| Гонорар          | 13 000 000 $ | 13 000 000 $ |
| Примечания       | Кличко в нокдауне в 5 и дважды в 11 раунде. Джошуа в нокдауне в 6 раунде. | Кличко в нокдауне в 5 и дважды в 11 раунде. Джошуа в нокдауне в 6 раунде. |

29 апреля 2017 года в Лондоне на стадионе «Уэмбли» состоялся долгожданный поединок за титулы WBA super, IBF, IBO между олимпийскими чемпионами — британцем Энтони Джошуа (2012) и украинцем Владимиром Кличко (1996). Бой состоялся при рекордных 90 тысячах зрителей.
Несмотря на долгий перерыв между боями, Владимир Кличко был в отличной физической форме. В 1-м раунде Владимир «поддавливал» Энтони джебами, практически не используя правую руку. Много работал в защите туловищем. Джошуа несколько раз «прощупал» Кличко корпус и начинал атаки справа. За активность — раунд Энтони. В начале 2-го раунда Кличко попал, однако затем раунд прошёл на тихой волне, оба не были эффективны в атаке. Немного зажатый британец всё время пытался зацепить украинца левыми хуками. Равный раунд. 3-й раунд остался за Джошуа, который пробовал поймать Кличко апперкотами. Владимир мало сделал в атаке, стараясь вытащить на активность чемпиона. Джошуа немного раскрепостился и попал вдогонку правым прямым в 4-й трёхминутке, но без особого эффекта. Такое же попадание было и у Кличко. Много фехтования. Раунд британцу. В 5-м раунде размеренное течение поединка внезапно закончилось: Джошуа пошёл вперёд и агрессивной серией сбил украинца в нокдаун. Неожиданный на первых секундах. Владимир понял, что дальше тянуть некуда и пошёл в атаку. Попал и потряс чемпиона. Позднее потряс снова, Джошуа едва стоял на ногах. Оба выглядели уставшими. В середине 6-го раунда Кличко мощнейшим правым прямым отправил чемпиона в нокдаун. Джошуа поднялся, но выглядел потрясённым. В 7—8 раундах оба отдыхали, Владимир был первым номером и забрал в актив раунды. В 9-м раунде Энтони активизировался и забрал его за счёт нескольких хороших попаданий. 10-я трёхминутка — Кличко за попадание справа на последней минуте. В 11-м раунде Джошуа вновь пошёл искать счастья в атаке и в одном из эпизодов наотмашь отправил Владимира в тяжёлый нокдаун апперкотом. Кличко поднялся, но выглядел неважно, и спустя несколько секунд после возобновления боя снова упал. Опять упёрто поднявшись, Владимир в состоянии грогги продолжил битву, но Энтони начал избивать почти не отвечающего Кличко и рефери пришлось остановить поединок.
Таким образом, Энтони Джошуа защитил свой титул чемпиона мира по версии IBF, а также выиграл вакантные пояса IBO и суперчемпиона WBA.
Примечательно, что 12 декабря 2015 года другой подопечный Джонатона Бэнкса (тренер Владимира Кличко) — Диллиан Уайт, также проиграл Энтони Джошуа нокаутом, но в 7-м раунде. После этого поражения Диллиан Уайт принял решение прекратить сотрудничество с Джонатоном Бэнксом.

### Статистика ударов
Энтони Джошуа нанёс на 13 точных ударов больше, чем Владимир Кличко. На счету британца 107 точных ударов, у украинца их 94. При этом Кличко бил точнее — в цель пришлось 36,7 % ударов против 30,1 % у Джошуа. У Владимира более половины (50) точных ударов пришлось на джебы. У Энтони джебов было только 38 из 107 ударов. Джошуа превосходил Кличко по точным ударам в первых пяти раундах. В следующих пяти раундах больше точных ударов было на счету Владимира. В 11-м раунде Кличко не нанёс ни одного точного удара.

## Трансляция
Прямую трансляцию поединка Энтони Джошуа — Владимир Кличко на телеканале «Showtime» посмотрело рекордное количество зрителей. По данным глобального аналитического центра «Nielsen Media Research», в среднем 659 тысяч зрителей смотрели прямую трансляцию боя, что является рекордом Showtime. Пиком стали 5 и 6 раунды боя, за развитием которых следило примерно 687 тысяч человек. Бой Джошуа — Кличко теперь считается самым громким в тяжёлом весе с июня 2002 года, когда Леннокс Льюис нокаутировал Майка Тайсона.
Спустя несколько часов американский канал «HBO» показал повтор боя Джошуа — Кличко. Поединок показывали в вечерний прайм-тайм, что позволило собрать в среднем 738 тысяч зрителей при пиковой отметке в 890 тысяч. Таким образом, рейтинг боя украинца и британца оказался на первом месте среди боксёрских трансляций на НВО в 2017 году.
В прямом эфире «RTL» бой Кличко — Джошуа по официальной информации посмотрели 10,43 млн человек, при этом средние значения всей трансляции — 9,59 млн человек. Это больше, чем аналогичный показатель боя Владимира Кличко с Тайсоном Фьюри (8,91 млн человек).
Поединок установил новый рекорд Великобритании по числу проданных платных телетрансляций, побив предыдущий рекорд боя Флойда Мейвезера и Мэнни Пакьяо.
| Страна         | Канал        |
| -------------- | ------------ |
| Австралия      | Main Event   |
| Германия       | RTL          |
| Япония         | WOWOW Live   |
| Новая Зеландия | SKY Arena    |
| Украина        | Интер        |
| Россия         | Матч ТВ      |
| ОАЭ            | OSN Sports   |
| Великобритания | Sky Sports   |
| США            | HBO Showtime |
| Турция         | TV8          |